# Megachile harrarensis
Megachile harrarensis är en biart som beskrevs av Heinrich Friese 1915. Megachile harrarensis ingår i släktet tapetserarbin, och familjen buksamlarbin. Inga underarter finns listade i Catalogue of Life.